# 莉萨·亚当斯
莉萨·亚当斯（英語：Lisa Adams，1990年11月18日—），新西兰女子田径运动员。她曾代表新西兰参加2020年夏季残疾人奥林匹克运动会田径比赛，获得一枚金牌。

## 家庭
姐姐瓦莱丽·亚当斯，弟弟史蒂文·亚当斯。